# Rue Perrée
La rue Perrée est une voie du 3e arrondissement de Paris, en France.

## Situation et accès

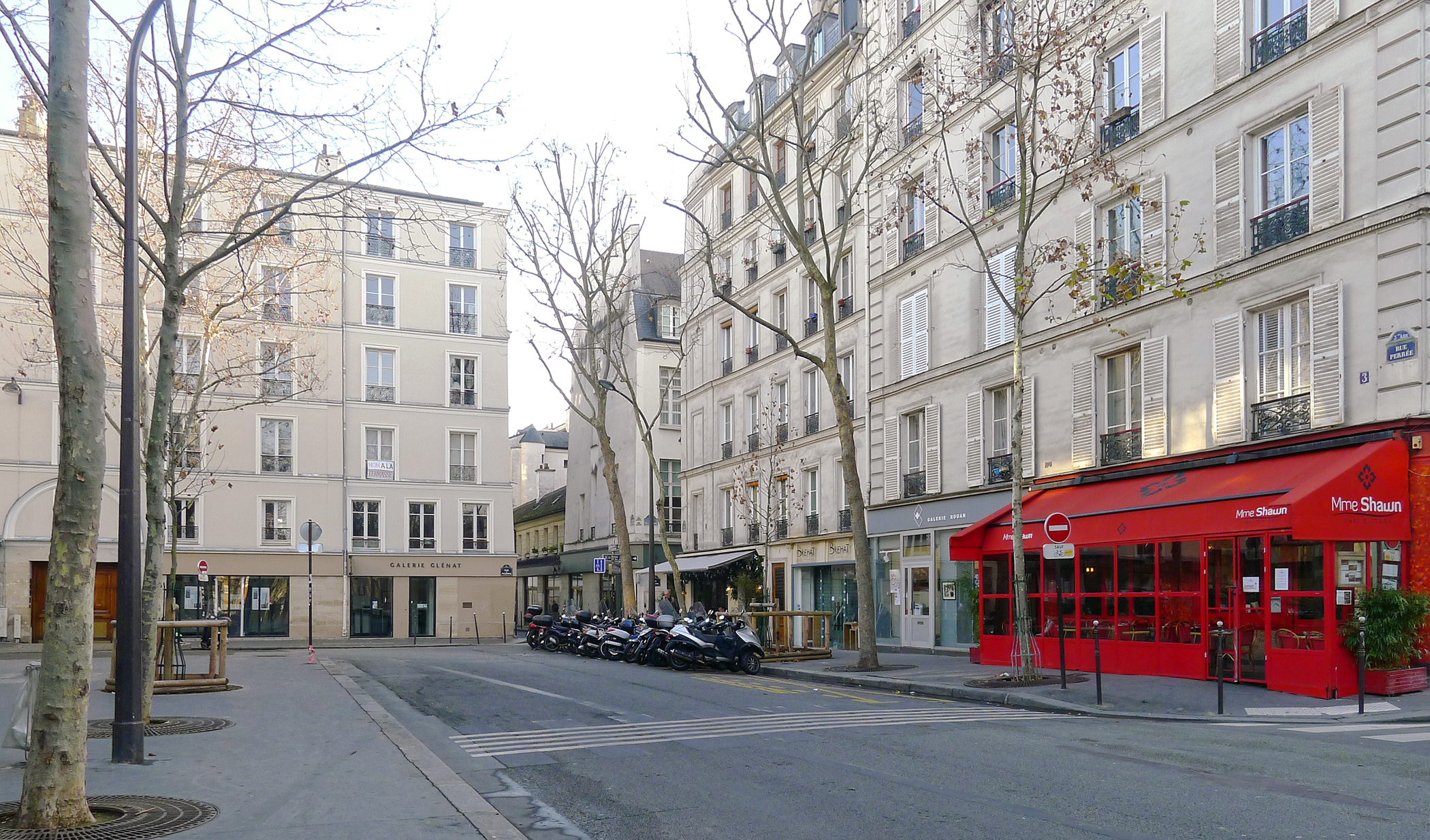
Début de la rue vue en direction des rues de Picardie et du Forez.

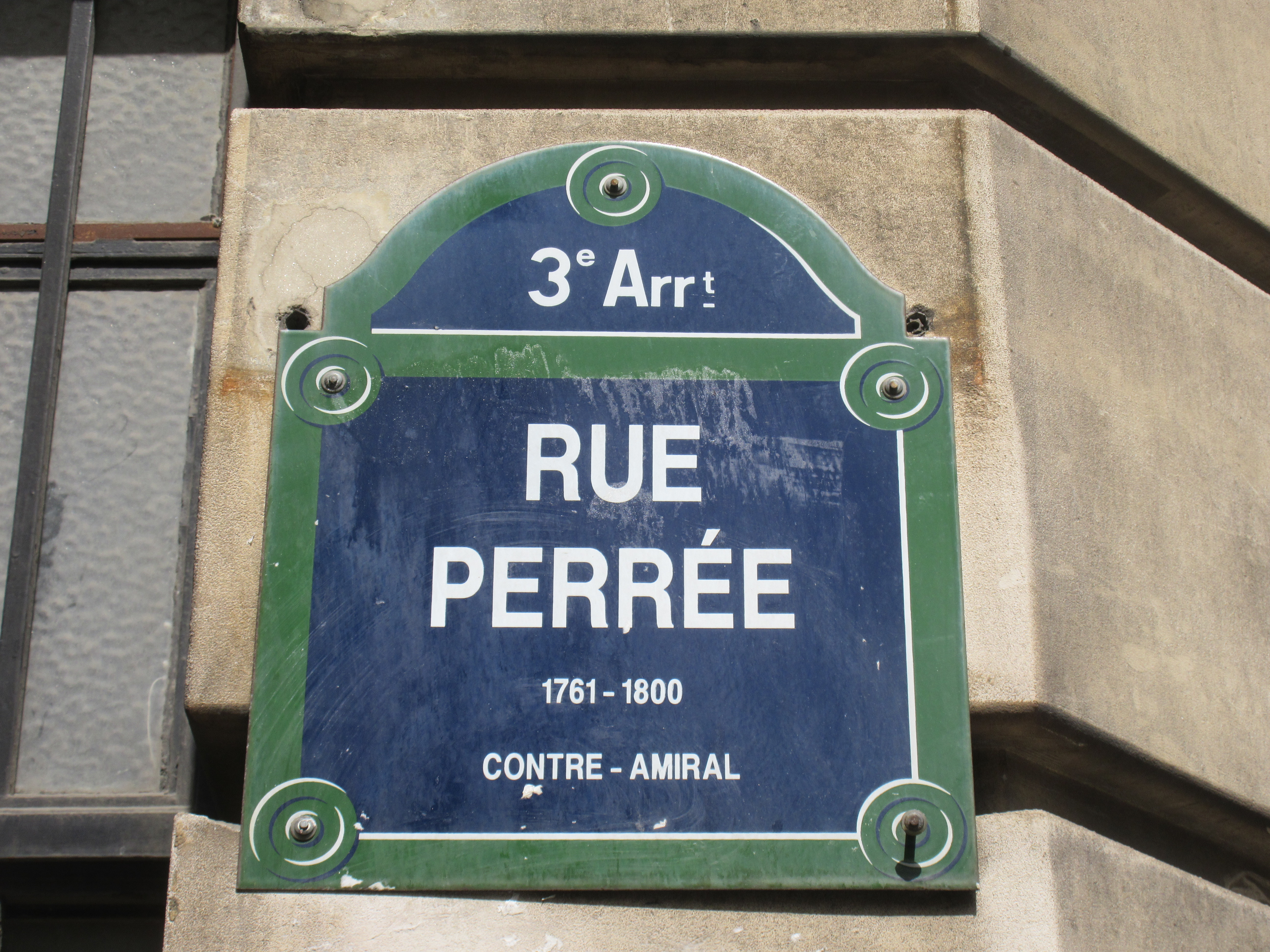

La rue Perrée est située dans le nord du quartier du Marais, non loin de la place de la République. Il s'agit d'une rue rectiligne d'environ 220 m de long qui relie la rue de Picardie au sud-est à la rue du Temple au nord-ouest. Les numéros impairs sont situés sur le côté sud de la rue, les numéros pairs du côté nord ; ils s'accroissent en parcourant la rue d'est en ouest.
Outre ces voies, la rue Perrée est rejointe ou traversée par les voies suivantes, d'est en ouest :
- rue Caffarelli (côté impair) ;
- rue Eugène-Spuller (traverse) ;
- rue Gabriel-Vicaire (côté pair) ;
- rue Paul-Dubois (côté pair).

De l'autre côté de la rue de Picardie, la rue du Forez s'ouvre plus ou moins dans le prolongement de la rue Perrée (mais légèrement plus au sud).
Dans sa première partie, entre la rue de Picardie et la rue Eugène-Spuller, la rue sépare le Carreau du Temple (côté pair) de la mairie du 3e arrondissement (côté impair). Entre la rue Eugène-Spuller et la rue du Temple, la rue longe le square du Temple sur son côté impair.
Les stations de métro les plus proches sont Arts et Métiers (lignes 3 et 11) à l'ouest ; Temple (ligne 3) au nord-ouest ; République (lignes 3, 5, 8, 9 et 11) au nord et Filles du Calvaire (ligne 3) à l'est.

## Origine du nom
La rue porte le nom de Jean-Baptiste Perrée (1761-1800), contre-amiral sous Napoléon Ier.

## Historique
La rue Perrée est située sur les terres de l'ancien enclos du Temple, à peu près à l'emplacement de l'église du Temple — de forme similaire à l'église du Temple de Londres. L'église est rasée en 1796. La rue Perrée est ouverte en 1809.

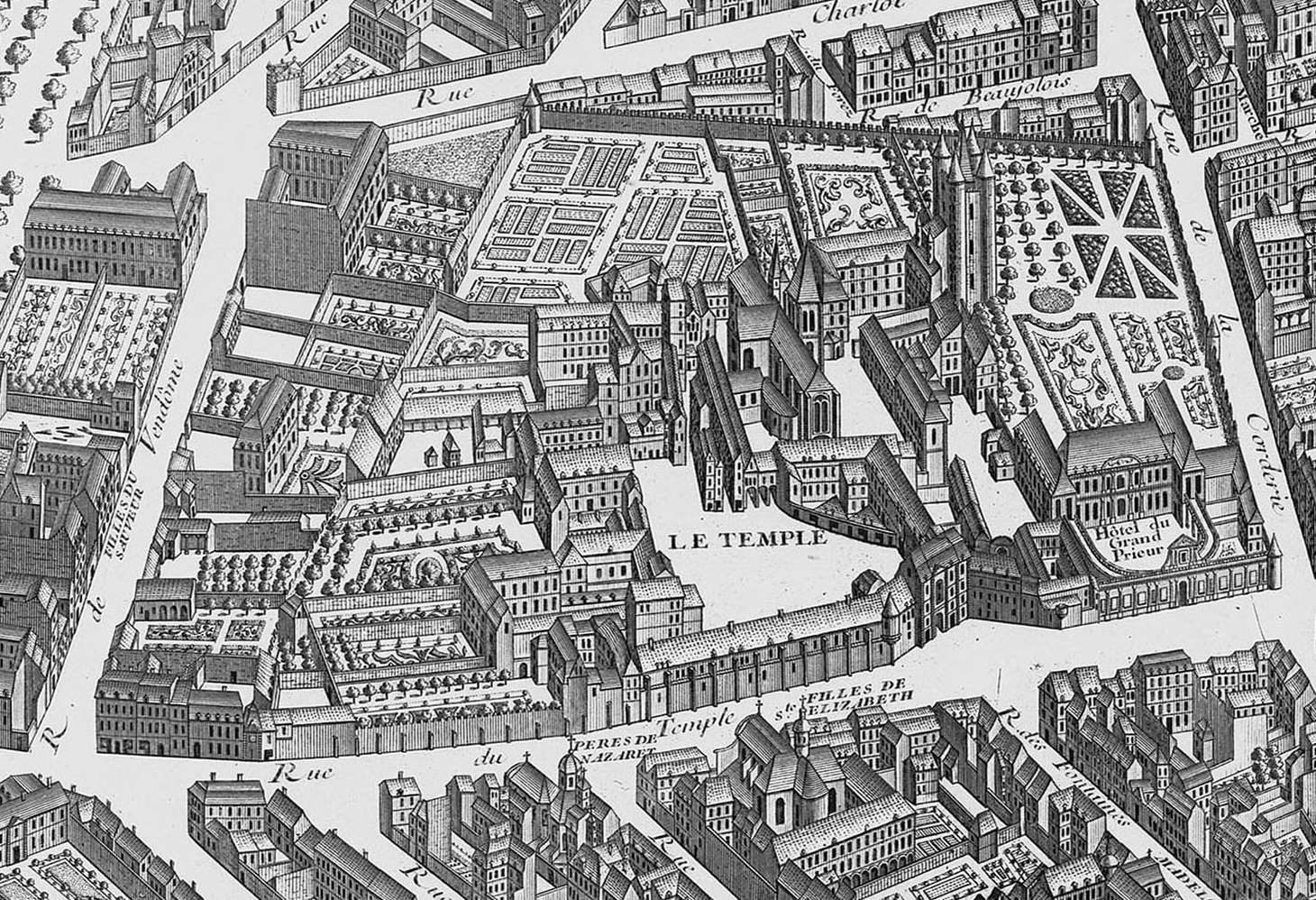
Détail du plan de Turgot de 1734, représentant l'enclos du Temple. Le plan est orienté avec l'est en haut de la carte. L'enclos est entouré au nord par la rue de Vendôme (actuelle rue Béranger), à l'est par la rue Charlot, au sud par la rue de la Corderie (actuelle rue de Bretagne) et à l'ouest par la rue du Temple. L'actuelle rue Perrée est ouverte en 1809 sur un terrain situé sur la partie sud de l'enclos (droite de la carte).

## Bâtiments remarquables et lieux de mémoire
- Nos 4-8 : marché du Temple.

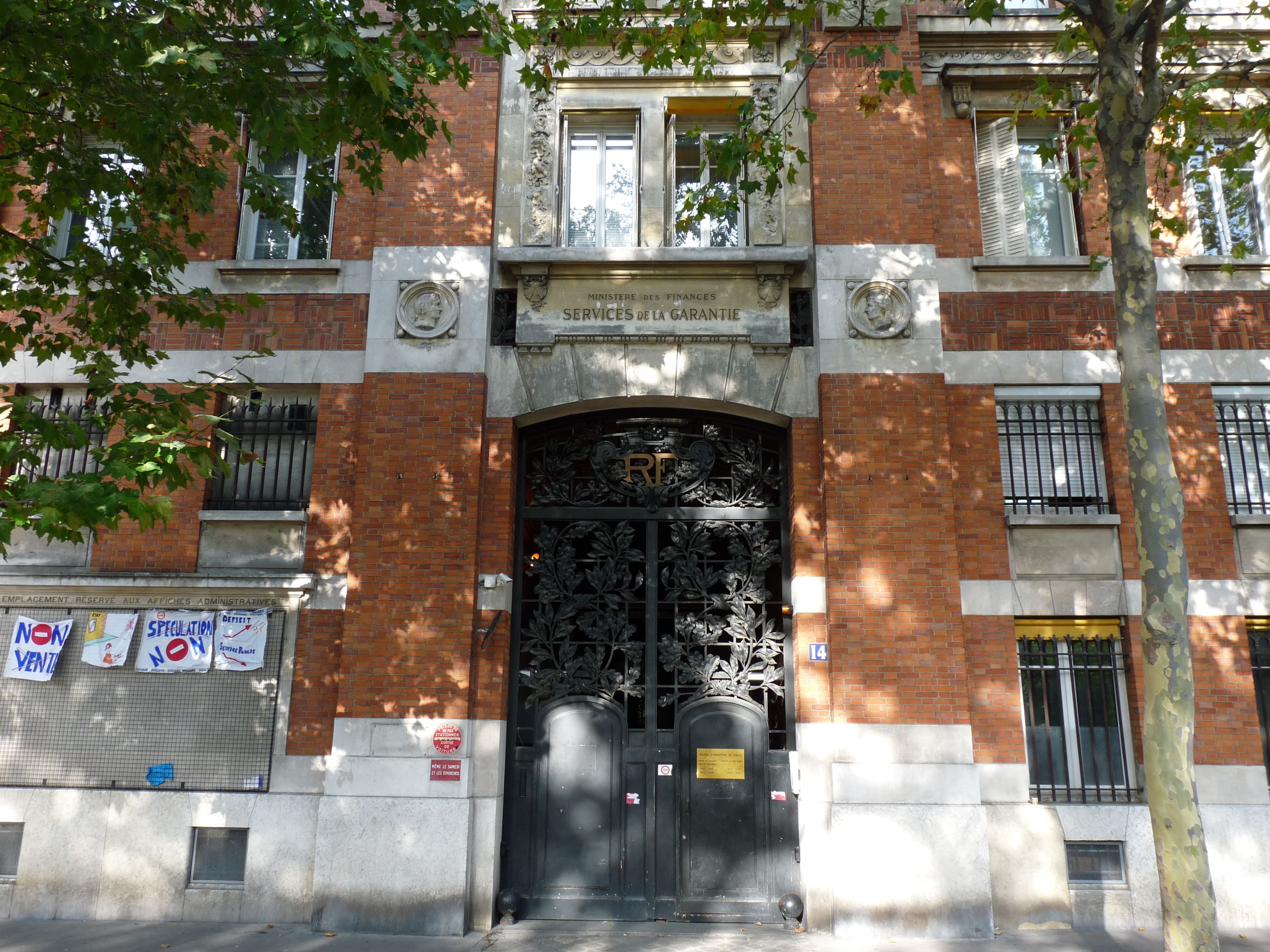
Le service de la Garantie, au 14, rue Perrée.

- No 14 : bâtiment de la Garantie. Cette institution fut créée par la loi de Brumaire an VI, avec la mission de contrôler le titre des métaux précieux et le poinçonnage d'orfèvrerie. Le bâtiment actuel date de 1925[1].
- No 18 : immeuble datant de 1908, construit par les architectes Raymond Barbaud et Édouard Bauhain. À l'angle avec la rue Paul-Dubois, le bâtiment est orné d'un bas-relief de Jules Rispal courant sur les cinq étages, composé d'un cadran solaire, encadré par des représentations du Jour et de la Nuit. La cage d'escalier de l'immeuble présente la forme d'une tour octogonale[2].